# 51-ша гвардійська стрілецька дивізія (СРСР)
51-ша гвардійська стрілецька дивізія (51 гв. СД) — військове з'єднання Червоної армії, що існувало у 1942—1957 роках.
У часи Другої світової війни дивізія брала участь у боях за Сталінград.
У повоєнні часи переформована як 51-ша гвардійська мотострілецька дивізія.

## Історія
51-ша гвардійська стрілецька дивізія була сформована з 76-ї стрілецької дивізії на середині Другої світової війни. 23 листопада 1942 року 76-ту стрілецьку дивізію було перейменовано у 51-шу стрілецьку дивізію і було надано за бої за Сталінград високий статус гвардійської.

### Сталінград, Курськ, Балтія: 1943—1945
У листопаді 1942 року перейменована дивізія була відправлена назад в Сталінград, де вона допомагала оточити і загнати в пастки німецькі 6-ту і 4-ту танкові армії під час операції «Уран». За участь у Сталінградській битві, дивізія була нагороджена орденом Леніна. Влітку 1943 року вона була посилена танками і іншими броньованими транспортними засобами і була відправлена ближче до України, де взяла участь у битві на Курській дузі.
З Курська дивізія була відправлена на північ, щоб відтіснити німецькі групи армій «Центр» і «Північ». Під командуванням генерала Івана Баграмяна, командуючого 1-им Прибалтійським фронтом, дивізією були звільнені білоруські міста Вітебськ і Полоцьк. Продовжуючи наступ на захід, 51-а гвардійська взяла участь у просуванні групи армій «Північ» з колишніх радянських республік Латвія і Литва.
Один з артилеристів дивізії Арамаїс Саркисян був убитий в бою на території Білорусі 25 червня 1944 року і був удостоєний звання Героя Радянського Союзу, найвищого звання в Радянському Союзі. У Латвійській республіці на півострові Курляндія був останній бастіон групи армій «Курляндія». Незважаючи на неодноразові спроби визволити регіон, німецька армія чинила опір і успішно відбивалася від атак Червоної Армії. У травні 1945 року, 51-ша дивізія була відправлена до Курляндії, де їй вдалося ізолювати сили, що залишилися на півострові. На 8 травня 1945 решта гарнізону здалася. 51-ша дивізія пройшла близько 4000 кілометрів по території колишнього СРСР і звільнила більше 600 міст від окупаційних сил. Двадцять один чоловік у частині були удостоєні найвищої нагороди — звання Героя Радянського Союзу.

### Повоєнний період
Після Другої світової війни з стрілецька дивізія була реформована як 51-ша гвардійська мотострілецька дивізія і невдовзі розформована.